# ザムトゲマインデ・オルデンドルフ＝ヒンメルプフォルテン
ザムトゲマインデ・オルデンドルフ＝ヒンメルプフォルテン (ドイツ語: Samtgemeinde Oldendorf-Himmelpforten) は、ドイツ連邦共和国ニーダーザクセン州シュターデ郡に存在するザムトゲマインデ（集合自治体）である。行政機能はヒンメルプフォルテンにあり、オルデンドルフには住民事務所を含む支所がある。

## ザムトゲマインデの構成
ザムトゲマインデ・オルデンドルフ＝ヒンメルプフォルテンは、以下の 10市町村からなる: ブルヴェク、デューデンビュッテル、エンゲルショフ、エストルフ、グローセンヴェルデン、ハンマー、ハインボッケル、ヒンメルプフォルテン、クラーネンブルク、オルデンドルフ。

## 歴史
このザムトゲマインデは、2014年1月1日にザムトゲマインデ・ヒンメルプフォルテンとザムトゲマインデ・オルデンドルフが合併して成立した。

## 行政

### 議会
ザムトゲマインデ・オルデンドルフ＝ヒンメルプフォルテンの議会は 39議席からなる。

### 首長
2013年11月10日の首長選挙でホルガー・ファルケは 85.09 % の支持票を獲得した。ファルケは無所属で、CDU と SPD の推薦を受けた、唯一の首長候補であった。彼は、以前はザムトゲマインデ・ヒンメルプフォルテンの首長で、ザムトゲマインデ・オルデンドルフ＝ヒンメルプフォルテンの新設を推進した人物である。

## 引用
1. ↑  Landesamt für Statistik Niedersachsen, LSN-Online Regionaldatenbank, Tabelle A100001G: Fortschreibung des Bevölkerungsstandes, Stand 31. Dezember 2023
2. ↑  Hauptsatzung für die Samtgemeinde Oldendorf-Himmelpforten（2015年6月3日 閲覧）
3. ↑  2013年11月10日のザムトゲマインデ議会議員選挙結果（2015年6月3日 閲覧）
4. ↑  2013年11月10日のザムトゲマインデ首長選挙結果（2015年6月3日 閲覧）